# يورغن فلوود
يورغن فلوود (بالنرويجية البوكمول: Jørgen Flood)‏ هو شخصية أعمال نرويجي، ولد في 28 ديسمبر 1793، وتوفي في 28 يونيو 1867.